# بیرد فورک (ویرجینیای غربی)
بیرد فورک(به انگلیسی: Beards Fork) شهری در ایالت ویرجینیای غربی کشور ایالات متحده آمریکا است که جمعیت آن در سرشماری سال ۲۰۱۰ میلادی، ۱۹۹ نفر بوده‌است.